# 庫馬室內體育中心
庫馬室內體育中心是位於澳洲昆士蘭州黃金海岸的運動和娛樂場館。

## 歷史與建設
2011年11月12日，黃金海岸宣布將承辦2018年大英國協運動會。黃金海岸的申辦包括在庫馬興建一座可容納2500人的室內設施，並用來舉辦角力賽事。申辦中還包括在南港興建一座可容納7500人的體育館。2014年6月13日，2018年大英國協運動會總體規劃敲定，並公佈將在庫馬興建新的有7500個座位的室內體育館。體育館面積為10,000平方公尺，於2016年竣工。

## 體育賽事
2018年大英國協運動會籃網球和體操賽事在此舉行。